# История США (1865—1918)

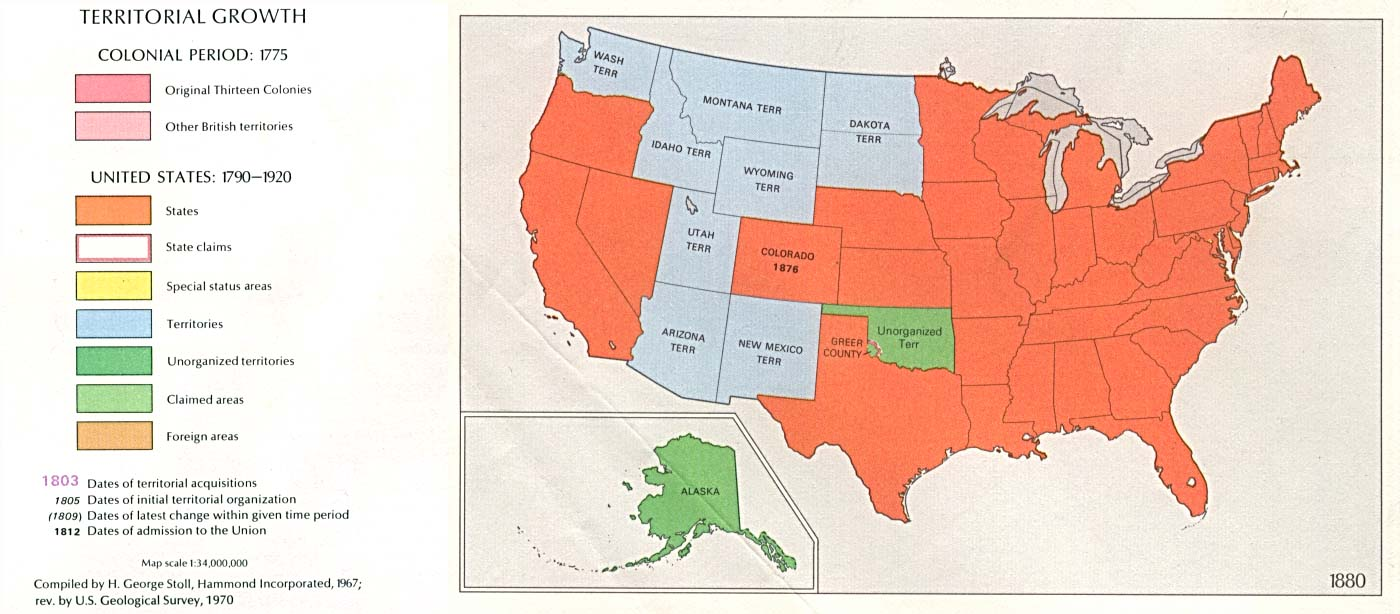
США в 1870-80 гг. Оранжевым цветом показаны штаты, голубым — организованные, зелёным — неорганизованные территории

История США (1865—1918) включает периоды Реконструкции, «позолоченного века» и начало эры прогрессивизма. В эту эпоху происходили индустриализация прежде преимущественно аграрной Америки и всплеск иммиграции в США. Между 1865 и 1918 гг. в страну только из Европы прибыло 27,5 миллионов человек, которые обеспечили рабочими руками бурный рост американской промышленности и сельского хозяйства и составили значительную часть населения новых американских городов. Скорость роста американской экономики в эту эпоху была выше, чем в любой другой период истории страны. Север и Запад быстро богатели, но Юг после гражданской войны резко обеднел, и его экономика оставалась слаборазвитой. По экономическому развитию США впервые опередили все остальные страны мира. Средний годовой доход горожан с 1865 по 1900 г. вырос на 75 % (с учетом инфляции), а до 1918 г. — ещё на 33 %.
Из гражданской войны США вышли единой и мощной нацией с более сильным федеральным правительством. Реконструкция положила конец рабству существовавшему до войны в южных штатах; бывшие рабы получили гражданские права. Нормой жизни в Америке стала расовая сегрегация, узаконенная на Юге специальными актами. В политической жизни господствовала республиканская партия (лишь дважды за этот период к власти приходили президенты-демократы). После 1900 г. с началом эры прогрессивизма в США были произведены масштабные социальные и политические реформы, после чего многие сферы государственного управления, образование и другие аспекты американского образа жизни приобрели современный облик.
В ходе происходившей в этот период второй промышленной революции Америка развивала новые технологии, такие как телеграф и телефон, бессемеровский процесс производства стали, железные дороги, и осваивала богатые природные ресурсы своей территории: уголь, лес, нефть, сельскохозяйственные земли.
Две важнейшие войны США этого периода — испано-американская и Первая мировая — были для Америки победоносными. В результате испано-американской войны Куба получила независимость, а Филиппины , Пуэрто-Рико и Гуам были уступлены Испанией по Парижскому мирному договору после выплаты США 20 миллионов долларов ($575,760,000 по сегодняшнему курсу) чтобы покрыть затраты Испании на инфраструктурные проекты.

## Реконструкция
Реконструкция — это исторический период с 1863 по 1877 гг., когда федеральное правительство один за другим брало под свой контроль штаты американского Юга, вытесняя из них армии самопровозглашённой Конфедерации. До своего убийства в 1865 г. президент Линкольн осуществлял сравнительно умеренные планы постепенной интеграции южан в обновляемое федеральное государство. Окончательная отмена рабства специальной поправкой к Конституции США была осуществлена лишь в конце 1865 г. Преемник Линкольна президент Джонсон также пытался воспрепятствовать радикальной реконструкции американского общества, но радикалы в республиканской партии, выиграв выборы в Конгресс 1866 г., сумели преодолеть его вето и провести собственную программу реконструкции Юга. Они дали освобождённым рабам все гражданские права. Тем не менее, к 1877 г. консервативные белые южане вновь взяли под свой контроль все местные органы власти Юга, после чего бывшие рабы, хотя и сохранили свои права формально, фактически стали гражданами второго сорта.
Планы радикальной реконструкции начали осуществлять в 1867 г. с участием федеральной армии, силы которой были размещены во всех южных штатах. Бывшие лидеры Конфедерации на время утратили избирательные права, и в местных органах власти южных штатов преобладала коалиция освобождённых рабов, граждан, прибывших с Севера, и части белого населения. Они ратифицировали Четырнадцатую поправку к Конституции США, которая запрещала штатам принимать законы об ограничении гражданских прав и давала федеральным судам широкие полномочия по отмене решений местных судов по данному вопросу. Как и на Севере, на Юге были введены высокие налоги, за счёт которых строили школы и железные дороги. Но повышение налогового бремени разрушило республиканскую коалицию, и большинство белых теперь голосовало за оппозиционную демократическую партию. Чтобы защищать гражданские права бывших рабов, президент Грант неоднократно вынужден был вводить войска в города Южной Каролины, Миссисипи и Луизианы. К 1870 г. была принята ещё одна поправка к Конституции, прямо запрещавшая дискриминацию по расовому признаку .
Тем не менее, акты насилия на Юге вынуждали бывших рабов игнорировать выборы, и к 1877 г. южные штаты один за другим меняли местные органы власти, в которые возвращались сторонники идей превосходства белой расы. На президентских выборах 1876 г. голоса избирателей примерно поровну разделились между республиканцами и демократами. Назначенная Конгрессом избирательная комиссия признала победителем республиканца Резерфорда Хейза, который, выполняя условия заключённого с демократами «Компромисса 1877 г.», приказал вывести с Юга федеральные войска. Без поддержки армии радикальная реконструкция Юга была далее невозможна.
В результате бывшие рабы более не могли на практике пользоваться своими гражданскими правами. Американское общество стало все шире практиковать расовую сегрегацию, а в южных штатах были даже приняты Законы Джима Кроу, закрепившие положение чернокожего населения как граждан второго сорта. До начала эры прогрессивизма власть на Юге была сосредоточена в руках белой политической элиты, а в сельской местности, где не было полицейских патрулей, чернокожие нередко подвергались линчеванию.

## Ассимиляция индейцев
Экспансия золотоискателей, фермеров и владельцев обширных ранчо на «Дикий Запад» сопровождалась многочисленными конфликтами с индейцами. Последним масштабным вооружённым конфликтом белых американцев с коренным населением была Война за Чёрные Холмы (1876-77 гг.), хотя отдельные стычки с небольшими группами индейцев продолжались ещё до 1918 г..
К 1871 году власти США пришли к решению, что соглашения с индейцами уже больше не требуются и что ни один индейский народ и ни одно племя не должны рассматриваться как независимый народ или государство. К 1880 г. в результате массового отстрела американского бизона почти вся его популяция исчезла, и индейцы потеряли объект своего основного промысла. Власти заставляли индейцев отказываться от привычного образа жизни и жить только в резервациях. Многие индейцы сопротивлялись этому. Одним из лидеров сопротивлявшихся был Сидящий Бык, вождь племени сиу. Сиу нанесли американской кавалерии несколько ошеломляющих ударов, одержав победу в битве на реке Литл-Бигхорн в 1876 году. Но индейцы не могли жить в прериях без бизонов и, истомленные голодом, они в конце концов покорились и переселились в резервации.
Федеральное правительство предоставляло жителям индейских резерваций продукты питания, предметы первой необходимости, возможности для получения образования и медицинское обслуживание. Кроме того, индейцы могли наниматься ковбоями на ранчо или выполнять несложные работы в городках белых поселенцев. Предпринимались попытки провести реформы среди индейцев и сделать их оседлыми земледельцами на собственных фермах и ранчо. Например, в 1887 г. был издан закон о наделении каждого главы семьи индейцев 160 акрами федеральной земли (0.65 km²) сроком на 25 лет, после чего она переходила в его собственность (которую можно продать или заложить). Но в силу культурных различий обычаи индейцев, у которых земли ранее находились в общинном пользовании, не могли согласоваться с частным землевладением. В конце концов индейцы продали примерно половину своих земель белым. Одновременно с имущественными потерями были подорваны и общинные традиции землепользования.
Часть индейцев смогла получить образование и ассимилироваться в американском обществе, и тысячи современных американских семей ещё помнят коренных жителей Америки, которые были их прадедами и прабабками. Но многие сторонники традиционного образа жизни в резервациях сопротивлялись культурному влиянию белых несмотря на нищету и зависимость от скромных субсидий федерального правительства. В 1934 г. был принят специальный Закон о реорганизации индейцев, защищавший права жителей резерваций и коренного населения Аляски.

## Индустриализация
В период с 1865 по 1913 гг. США стали лидером мирового промышленного развития. Наличие обширных земель, многолюдный рынок труда, множество железных дорог и водных путей сообщения, обилие природных ресурсов и доступность капиталов способствовали бурному экономическому развитию страны в эпоху второй промышленной революции. Средний годовой доход горожан между 1865 и 1900 гг. вырос на 75 % (с учетом инфляции), а до 1918 г. — ещё на 33 %.
Если во времена первой промышленной революции произошёл сдвиг от кустарного ремесленного производства к фабричному, то вторая промышленная революция привела к расширению масштабов фабричного производства, внедрение множества инноваций в технологиях и на транспорте, улучшению координации и организации технологических линий. Железные дороги открыли путь для массового заселения Запада США и появления новых ферм, городков и рынков там, где их никогда не было. Первая трансконтинентальная железная дорога США, построенная американскими предпринимателями при помощи британских займов и китайских рабочих, предоставила возможность для проезда и провоза грузов в отдалённые регионы страны. Кроме того, строительство железных дорог создало новые рабочие места, инфраструктуру для развития фермерского сельского хозяйства, вложения капиталов и кредитования.
Новые технологии производства стали, такие как бессемеровский процесс, в сочетании с новейшими достижениями химии и других наук позволили существенно поднять производительность труда и улучшить качество продукции. Новые средства коммуникации, телеграф и телефон, обеспечили координацию действий на больших расстояниях. Инновации коснулись и организации труда, в особенности, введение Фредериком Тейлором научной организации труда.
Чтобы финансировать масштабные предприятия, появились корпорации, которые далее объединялись в тресты. Высокие таможенные тарифы защищали внутренний рынок США от конкуренции иностранных производителей, особенно в лёгкой промышленности. Федеральные земельные субсидии, выделенные железнодорожным компаниям, обеспечили процветание для инвесторов, фермеров и железнодорожных рабочих, а также обеспечили появление сотен новых населённых пунктов. Бизнесмены поначалу часто прибегали к судебной защите от забастовок, организуемых появившимися в эту эпоху профсоюзами. Влиятельные промышленники, такие как Эндрю Карнеги, Джон Рокфеллер и Джей Гулд, в эту эпоху получили прозвище «баронов-разбойников». По мере изменения производственных технологий США все больше нуждались в квалифицированных рабочих и инженерах. Между тем иммиграция предоставляла много низкооплачиваемых, но в то же время низкоквалифицированных работников.

## Рабочее движение
Первой попыткой рабочих объединиться для защиты своих интересов была организация Рыцари труда, созданная в 1869 г. Поначалу это был секретный союз рабочих Филадельфии, наподобие масонского, в котором существовала сложная система ритуалов. Но он был открыт для вступления рабочих всех рас, обоего пола и не ограничивался корпоративными рамками. В союз вступали не только промышленные, но и сельскохозяйственные рабочие, и даже фермеры. После длительного периода медленного роста союз впервые показал свою силу при организации забастовки на железных дорогах Гулда в 1885 г. В течение последующего года в союз вступило 500 тысяч рабочих.
Заработная плата в США в то время была вдвое выше, чем в Европе, но труд был интенсивнее и продолжительнее. К тому же экономические кризисы 1873-75 и 1893-97 гг. замедлили дальнейший рост оплаты труда и породили полную и частичную безработицу. В 1897 г. экономика США восстановилась и развивалась далее лишь с незначительными спадами до 1918 г. Между 1865 и 1918 гг. в США прибыло 27,5 миллионов иммигрантов, беспрецедентно расширивших рынок неквалифицированного труда. Большинство иммигрантов были молодыми людьми и неопытными работниками. До 1874 г., когда штат Массачусетс первым ввёл закон об ограничении продолжительности рабочего дня детей и женщин 10 часами, в стране не было законодательства о положении фабричных рабочих. Федеральное правительство активно занялось такими вопросами лишь в 1930-х годах, во время Великой депрессии.
Однако вскоре союз Рыцарей труда пришёл в упадок, и его место в рабочем движении заняла Американская федерация труда (АФТ). Она принимала в свои ряды уже не всех рабочих, а только высококвалифицированных. Цели АФТ заключались в борьбе за повышение оплаты труда, сокращение продолжительности рабочего дня и улучшение условий работы. В целом АФТ противостояла распространению в рабочей среде влияния социалистов и постепенно завоевала уважение в стране несмотря на пренебрежение интересами неквалифицированных рабочих.
Недовольство неквалифицированных рабочих условиями труда также неоднократно выливалось в серьёзные трудовые конфликты. Одним из них была Великая железнодорожная стачка 1877 г., когда в ответ на 10 % сокращение заработной платы встали железные дороги во всей стране. В 1886 г. во время бунта на Хеймаркет в Чикаго в полицию была брошена бомба, что вызвало стрельбу по толпе и судебные расправы. В 1892 г. группа из 300 частных детективов, нанятых владельцем сталелитейного завода, открыла огонь по бастовавшим рабочим и убила 10 человек. Для подавления последовавших волнений пришлось призвать национальную гвардию и провести массовые увольнения. Ещё через два года на американских железных дорогах разразилась знаменитая Пулмановская стачка, подавленная по приказу президента Кливленда федеральными войсками.
Самой воинственной организацией американского рабочего класса был леворадикальный синдикалистский профсоюз «Индустриальные рабочие мира» (Industrial Workers of the World, IWW или «Wobblies»). Он открыто призывал к классовой борьбе и привлёк в свои ряды множество рабочих, особенно после внушительной победы над работодателями в забастовке текстильных фабрик 1912 г. в Массачусетсе. Профсоюз был запрещён властями за пропаганду против участия США в первой мировой войне.

## Сельское хозяйство

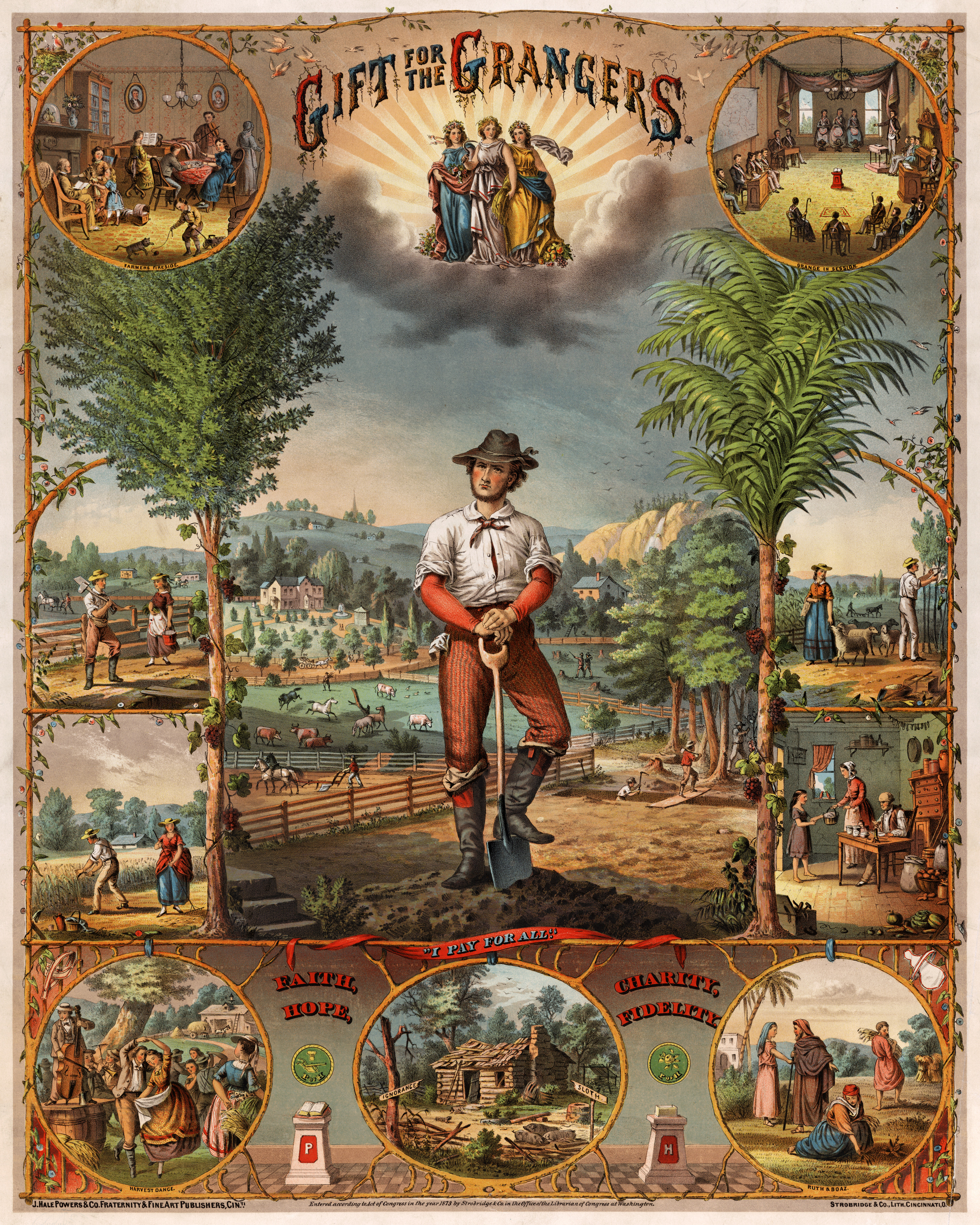
Постер политического объединения американских фермеров Grange, 1873 г.

За счёт освоения западных территорий площади распахиваемых земель значительно увеличилась. С 1860 по 1905 г. количество ферм выросло в три раза, с 2 до 6 миллионов, а количества проживавших там людей — от 10 миллионов в 1860 до 22 миллионов в 1880 г. и 31 миллиона в 1905 г. Совокупная стоимость фермерских хозяйств выросла от 8 миллиардов долларов в 1860 г. до 30 миллиардов в 1906 г.
Согласно Закону о гомстедах 1862 г., каждый поселенец мог получить 160 акров (64 га) земли практически бесплатно. Ещё больше земли можно было за бесценок приобрести у железнодорожных компаний, заинтересованных в создании рынков по пути следования составов. Их реклама широко распространялась в Европе и привлекла сотни тысяч безземельных и малоземельных крестьян из Великобритании, Германии и Скандинавии.
Несмотря на впечатляющий прогресс и зажиточность американских фермеров XIX в., они по-прежнему временами переживали трудные времена, что причиной которых прежде всего были падение мировых цен на хлопок и пшеницу.
Вместе с внедрением механизации, значительно повысившей урожайность, продуктивность американского сельского хозяйства во второй половине XIX в. росла за счёт расширения посевных площадей, ставших доступными на Западе благодаря появлению железных дорог. Сходным образом росла продуктивность сельского хозяйства и в ряде других стран, таких как Канада, Аргентина и Австралия. Избыток продуктов питания на мировом рынке сбивал цены, что и сказывалось на доходах американских фермеров, половина урожая которых поступала на внешний рынок. Период 1876—1881 гг. был для них сравнительно удачным из-за плохих урожаев в Европе. Но когда после 1880 г. сбор урожая в Европе увеличился, на американском рынке начался упадок, и чем дальше на Запад продвигались фермеры, тем сильнее они зависели от железных дорог для доставки своего урожая в портовые города. Снижение своих доходов фермеры связывали с тарифами железных дорог, ценами, устанавливавшимися скупщиками зерна на элеваторах, и финансовой политикой банков.
На Юге реконструкция существенно изменила все сложившиеся обычаи сельскохозяйственного производства. Наиболее важным из них было появление испольщины. Бывшие рабы теперь стали арендаторами на землях плантатора и отдавали ему до половины своего урожая в счёт арендной платы, в обмен на посевное зерно и прочие материалы. После гражданской войны на таких условиях работало 80 % афроамериканцев и 40 % белых фермеров. Монокультура табака и хлопка продолжала истощать пахотные земли, и единственным выходом было расширение посевных площадей, то есть миграция на Запад, в то время как на Юге как арендаторы, так и землевладельцы продолжали беднеть.
Чтобы защищать свои интересы, фермеры организовались в объединения. Первым из них было движение Grange, созданное в 1867 г. работниками Министерства сельского хозяйства США. Поначалу это было лишь небольшое объединение, призванное преодолеть изоляцию редко расселённых фермерских семей, но после кризиса 1873 г. оно объединяло уже полтора миллиона человек. Объединение имело собственные склады, предприятия пищевой промышленности и кооперативы, большинство из которых в конце концов разорилось. В некоторых штатах Среднего Запада по инициативе движения Grange были приняты специальные законы о железнодорожных тарифах.

## Позолоченный век

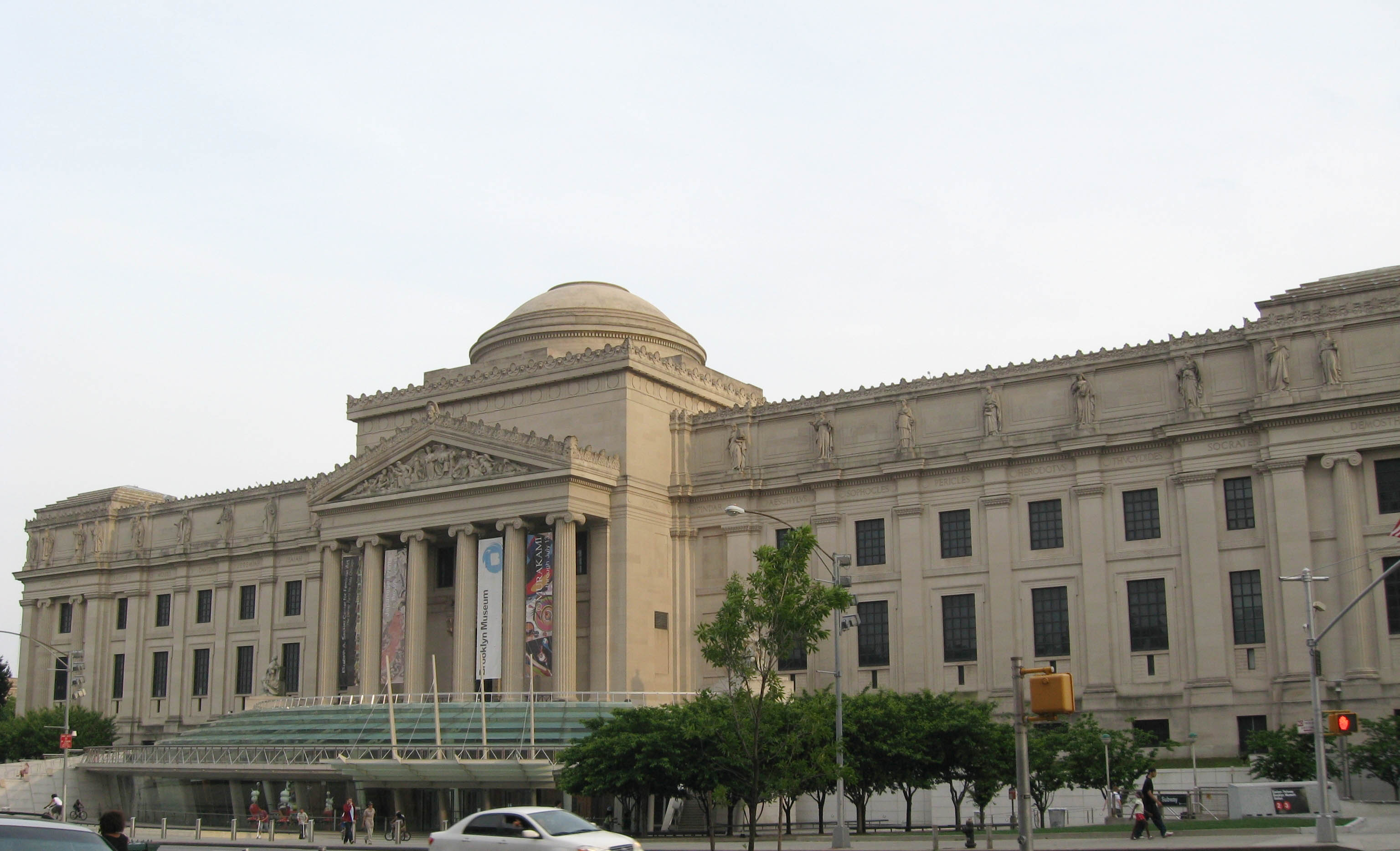
Здание Бруклинского музея (200 Eastern Parkway, Brooklyn, NY 11238-6052).

«Позолоченный век» наступил для верхних слоёв американского общества после эпохи Реконструкции, по окончании экономического кризиса 1873 г. Плоды его пожинали те, кто выиграл от индустриализации экономики во время второй промышленной революции. Прежде всего это были «капитаны индустрии» или «бароны-разбойники», чьи деловые, социальные и семейные связи позволяли управлять значительной частью белых англосаксонских протестантов, привилегированного слоя американского общества. Название эпохи происходит из книги Марка Твена и Чарльза Уорнера «Позолоченный век» и обыгрывает термин золотой век, который в американской истории был позолочен лишь на поверхности.
Поскольку основные политические разногласия времён гражданской войны по окончании эпохи Реконструкции были исчерпаны, президентские выборы 1880 г. проходили относительно спокойно. Тем не менее, участие избирателей в выборах было близко к 100 %, а победивший в них республиканец Джеймс Гарфилд был вскоре убит в результате покушения. Главными темами политических дебатов теперь были модернизация, валютный курс, железные дороги, коррупция и сухой закон. Требования борьбы с коррупцией в правящих верхах и проведения реформ становились все сильнее, и в 1884 г. республиканцы проиграли выборы кандидату от демократов Гроверу Кливленду.
Американский Север, практически безраздельно доминировавший на политической арене во времена «позолоченного века», провозгласил эпоху «американского ренессанса», который проявлялся в строительстве новых зданий оперы, музеев, колледжей, библиотек, концертных залов, госпиталей. К ним, в частности, относятся здания Библиотеки Конгресса, Бруклинского музея и Бруклинский мост. В архитектуре этого периода господствовал стиль бозар, а Всемирная выставка 1893 г. проходила в Чикаго.

## Перемены в социальной жизни
Как и в других странах индустриализация в США сопровождалась быстрым ростом городов, а также увеличением производства продуктов питания. Столь быстрый прирост населения стал возможен благодаря массовой иммиграции.

### Иммиграция
С 1865 по 1918 гг. в США прибыло 27,5 миллионов иммигрантов из разных стран. Из них 24,4 миллиона (89 %) приехали из Европы, из которых 2,9 миллиона из Великобритании, 2,2 миллиона — из Ирландии, 2,1 миллиона — из Скандинавии, 3,8 миллиона — из Германии, 4,1 миллиона — из Италии, 7,8 миллиона — из России и других стран Центральной и Восточной Европы. Ещё 1,7 миллиона переехали в США из Канады. Большинство этих людей попали в США через порт Нью-Йорк, где для них в 1892 г. была организована иммиграционная служба на острове Эллис. Далее их пути расходились. Многие этнические евреи, ирландцы, итальянцы поселились в Нью-Йорке и других городах восточного побережья. Этнические немцы и другие уроженцы Центральной Европы, как правило, искали работу на шахтах и фабриках Среднего Запада. Около миллиона франкоканадцев из Квебека мигрировали в Новую Англию.
Вытесненные из родных краёв бедностью или трениями на религиозной почве, иммигранты были привлечены в Америку предложением работы, земли для ведения сельского хозяйства, а также наличием здесь этнических меньшинств, с которыми они заранее имели связи, планируя свой приезд.
В США предпочитали европейских иммигрантов азиатским. Многие китайцы прибывали на западное побережье США для работы на строительстве железных дорог. В отличие от европейцев, китайцы воспринимались американцами как носители чуждой культуры. Против их присутствия в Калифорнии велась активная агитация, и в 1882 г. Конгресс принял Акт об исключении китайцев, которым дальнейшая иммиграция китайцев в США была запрещена на многие годы. Аналогичный акт был принят в 1907 г. против иммиграции японцев.
Часть иммигрантов, заработав денег, возвращалась на родину, но большинство осталось в США, надеясь на осуществление своей американской мечты.

### Движение суфражисток

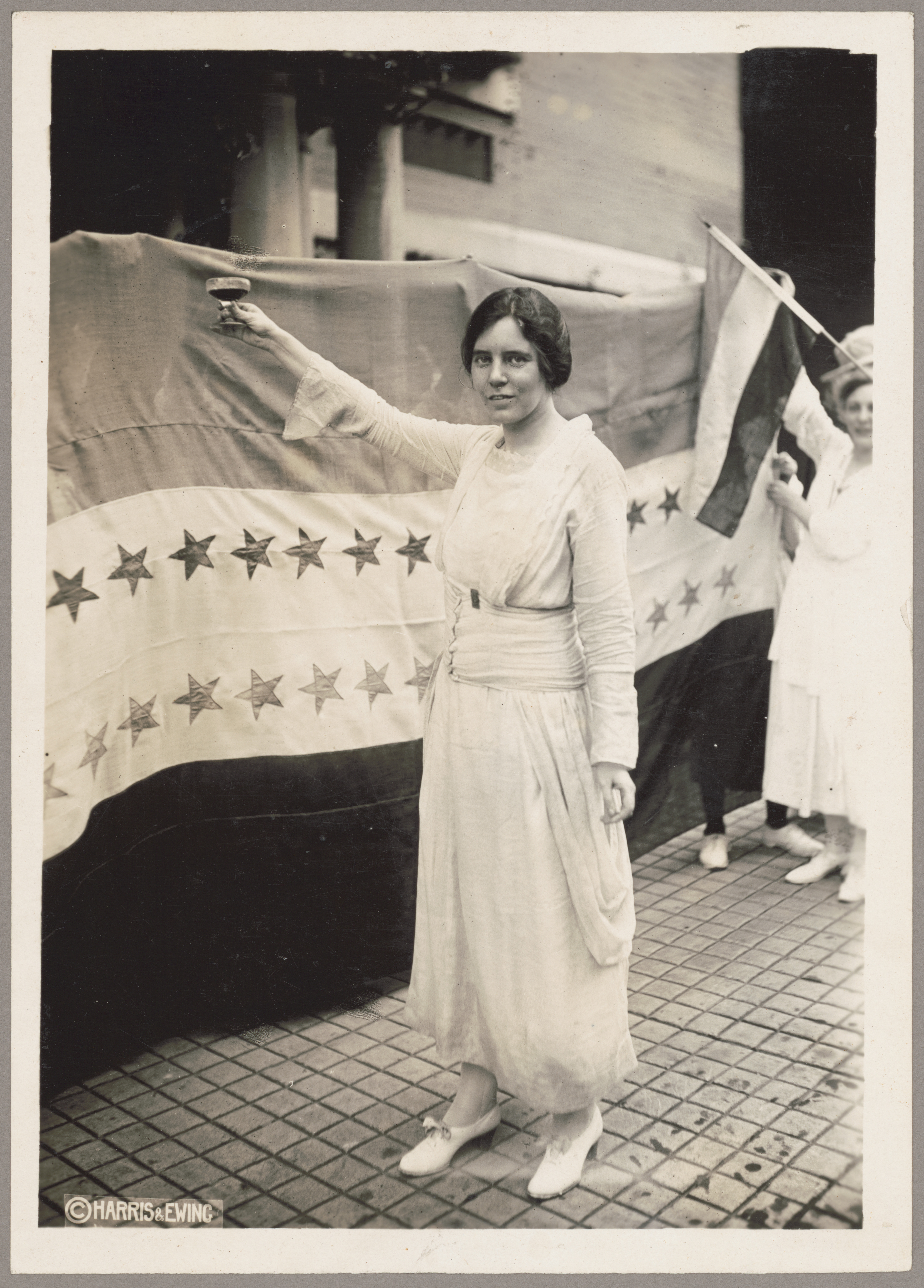
Элис Пол перед знаменем ратификации девятнадцатой поправки к Конституции США.

Движение за избирательные права для женщин началось ещё до гражданской войны; многие его активисты увязывали этот вопрос с борьбой против дискриминации по расовому признаку. После войны движение было реорганизовано и в него вошли борцы за трезвый образ жизни. Тем не менее до конца XIX в. лишь немногие штаты предоставили женщинам полные гражданские права.
Около 1912 г. движение суфражисток вновь набрало силу; теперь его активисты апеллировали к равенству всех людей и заявляли, что мужчины неспособны справиться с политической коррупцией, и поэтому политикой должны заняться женщины. Видный деятель суфражистского движения Элис Пол устраивала парады в крупнейших городах Америки и даже организовала новую политическую партию (Национальная партия женщин). При пикетировании Белого дома некоторые суфражистки были арестованы и считались политическими заключёнными.
Во время первой мировой войны десятки тысяч женщин поступили на военную службу. Это позволило преодолеть один из важнейших аргументов анти-суфражистов об исключительном праве мужчин управлять государством на том основании, что только они участвуют в военных действиях. В результате многие страны ввели избирательные права для женщин. В США избирательные права получили женщины во многих штатах Запада. В конце концов в 1919 г. Конгресс принял девятнадцатую поправку к Конституции США, которой активное избирательное право для женщин вводилось на всей территории страны. Поправка была ратифицирована штатами и вступила в силу в следующем 1920 г.

### Популизм
К 1880 г. американские фермеры создали несколько политических объединений, выдвигающих собственные требования к экономической политике правительства. Они выступали против засилия монополий и хотели введения государственного регулирования экономики или даже национализации железных дорог и создания государственных магазинов.
Демократы, находившиеся в оппозиции республиканскому большинству в Конгрессе, поддерживали требования фермеров. Кроме того их интересы защищали некоторые малые партии, в том числе «партия народа» (People’s Party или популисты). Они также имели политическое влияние в ряде штатов Юга и Запада и в начале 1890-х годов уже посылали своих представителей в Конгресс. Однако экономический кризис 1893 г. и неспособность справиться с ним администрации демократического президента Кливленда вызвали раскол в рядах демократов. В результате их единый с популистами кандидат на президентских выборах 1896 г. Уильям Брайан проиграл кандидату республиканцев Уильяму Мак-Кинли. Не будучи способны завоевать Белый дом, популисты сосредоточили своё влияние на уровне отдельных штатов.

## Американский империализм
Президент Мак-Кинли представлял позиции сторонников высоких таможенных тарифов, протекционизма и стимулирования промышленного роста, продолжение которого внушило американцам чувство превосходства своей страны на мировой арене.

### Война с Испанией

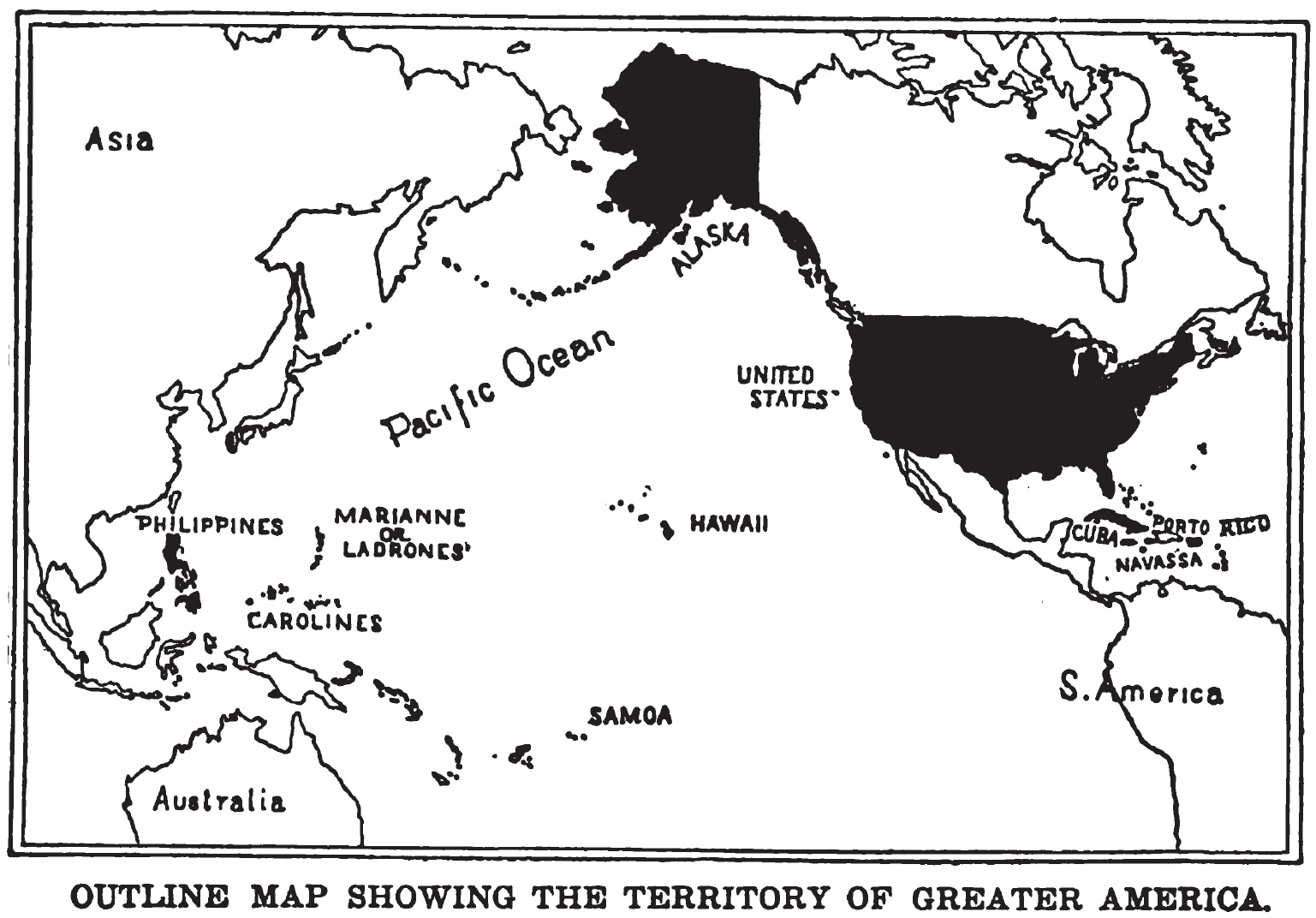
«Великая Америка» после испано-американской войны с Кубой и Филиппинами, включёнными в состав владений США

Испания на протяжении ряда столетий владела обширной колониальной империей, но ко второй половине XIX в. в результате самоопределения Латинской Америки её размеры сильно сократились и включали лишь Кубу, Пуэрто-Рико, Филиппины и некоторые африканские территории. С 1870-х годов кубинцы восставали против испанского владычества. В США их поддерживали газетчики, в особенности Уильям Херст и Джозеф Пулитцер, публиковавшие чувственные репортажи о зверствах испанских войск в жёлтой прессе Нью-Йорка. Избиратели требовали вмешательства американского флота, и на Кубу был направлен крейсер «Мэн». В феврале 1898 г. в бухте Гаваны по неустановленным причинам он взорвался. Американцы посчитали, что испанцы заминировали бухту. Ввиду начала военных действий была объявлена мобилизация. Испания в ответ 25 апреля того же года объявила США войну.
На Кубе испанцы были вскоре разбиты, а американский флот под командованием адмирала Дьюи разгромил испанский флот близ Филиппин. Через три месяца Испания капитулировала и признала независимость Кубы. Филиппины, Пуэрто-Рико и Гуам были уступлены США.
Хотя экономическое значение Филиппин и Пуэрто-Рико для США было невелико, политики посчитали, что они могут быть стратегически важными базами на пути в Азию и Латинскую Америку.

### Филиппины
По Парижскому мирному договору 1898 г. Испания уступила Филиппины США. Однако лидер филиппинской революции Эмилио Агинальдо, вернувшийся на острова благодаря американцам и поддержавший их в борьбе с испанцами, провозгласил независимость Филиппин, и его партизанская армия оказала вооружённое сопротивление американским войскам. Война продолжалась с 1899 по 1901 г., когда Агинальдо был взят в плен и согласился признать власть США над Филиппинскими островами. Без него сопротивление партизан вскоре было сломлено, и острова перешли под контроль американской администрации.
В отличие от президента Мак-Кинли, его преемник президент Рузвельт считал Филиппины приобретением сомнительной ценности и даже был склонен предоставить им независимость. В 1907 г. он заявлял: «Я был бы рад видеть острова независимыми, возможно, при условии международных гарантий поддержания там порядка или с предупреждением, что если они не сумеют поддерживать порядок, мы снова вмешаемся». Тем не менее Филиппины остались под контролем США с предоставлением им широкой автономии вплоть до самоуправления.
В 1941 г. филиппинцы плечом к плечу с американскими солдатами пытались отразить атаку японцев, а в 1944-45 гг. помогали США отвоевать острова. В 1946 г. Филиппины получили полную независимость.

### Латинская Америка
Кроме Филиппин по Парижскому мирному договору 1898 г. к США отошли также Пуэрто-Рико и Куба. Кроме того, в 1903 г. США получили земли на Панамском перешейке и начали строительство Панамского канала, который открылся для судоходства в 1914 г.. Хотя Куба получила формальную независимость, но её суверенитет был фактически ограничен Поправкой Платта, дававшей США монопольное право на создание на острове военно-морских баз и предусматривавшей возможность интервенции со стороны Вашингтона.
В 1904 г. президент Рузвельт обнародовал свой «Королларий» к доктрине Монро, согласно которому США оставляют за собой право на интервенцию в страны Латинской Америки в том случае, если их правительства будут не в состоянии поддерживать демократию и финансовую стабильность. В первой половине XX века США осуществили многочисленные интервенции, известные как банановые войны. Лишь в 1930-х годах доктрина Рузвельта была заменена на «политику добрососедства», что впрочем не помешало США и впоследствии посылать в Латинскую Америку флот и войска.
В 1909 г. США помогли мятежникам свергнуть правительство Никарагуа и оккупировали эту страну с 1912 по 1933 гг. Во время первой мировой войны в 1915 г. американские войска оккупировали Гаити, чтобы ограничить там влияние германского капитала, контролировавшего 80 % гаитянской экономики. Несмотря на скорое окончание войны, США сохраняли свой контроль над Гаити до 1934 г., что стимулировало ряд писателей и драматургов, таких как Юджин О’Нил, Хьюз, Джеймс Мёрсер Лэнгстон и Орсон Уэллс, поднимать темы межрасовых отношений в этой экзотической стране. В 1916 г. американские войска оккупировали также Доминиканскую республику.
Во время мексиканской революции американские войска неоднократно вторгались и в эту страну и в течение нескольких лет оккупировали мексиканский порт Веракрус, чтобы способствовать свержению диктатора Уэрты. В 1916 г. мексиканские войска под командованием Панчо Вильи вторглись на территорию США. Для его преследования была послана 12-тысячная бригада генерала Першинга, но американцы потерпели неудачу и в 1917 г. были отозваны назад в США.

## Эра прогрессивизма

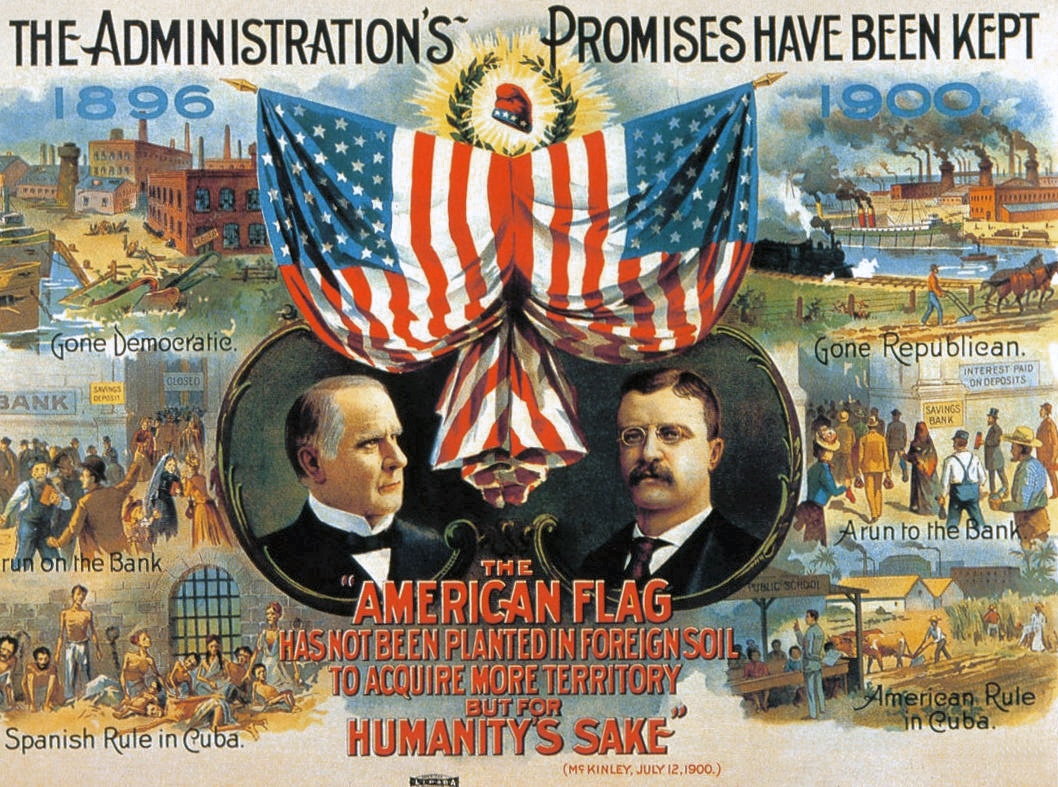
Предвыборный плакат республиканцев 1900 г. с призывом сравнить наступившее экономическое благополучие с кризисом 1896 г.

Эпоха, получившая название прогрессистской, началась в США в 1890-х годах и продолжалась до 1920-х годов, хотя некоторые историки считают её окончанием начало Первой мировой войны.
На президентских выборах 1900 г. политика администрации Мак-Кинли, особенно внешняя, получила высокую оценку избирателей. США выиграли войну с Испанией, к территории страны были присоединены Гавайские острова и другие новые земли, экономическое благополучие американцев после кризиса 1890-х годов было восстановлено, а провозглашённая президентом политика открытых дверей сулила Америке завоевание новых рынков в Китае. Популисты на этот раз отказались поддержать кандидата от демократов Уильяма Брайана и выставили собственного кандидата, но проиграли оба.
Во время его второго президентского срока популярность Мак-Кинли выросла, но ненадолго. В сентябре 1901 г. он был убит в результате покушения, и его место занял вице-президент Теодор Рузвельт. Понимая, что требования популистов и других сторонников реформ привлекают многих избирателей, Рузвельт сам взял курс на проведение реформ в духе популизма.
Главной проблемой США того времени была политическая коррупция. Ещё в 1880-х годах все федеральные служащие были переведены на систему заслуг, то есть их карьера зависела не от партийной принадлежности и политических связей, как это было ранее, а от их профессионализма. Однако на местном и муниципальном уровне эта система не была введена, и должности в местных и муниципальных органах управления политическое боссы раздавали по принципу личной преданности. Примером местного политического общества, правившего частью Нью-Йорка до 1930-х годов, является знаменитый Таммани-холл. В штате Иллинойс реформы системы местного управления были проведены в 1917 г., но столица штата — город Чикаго — сопротивлялся ей до 1970-х годов. Прогрессисты пытались ограничить политическое влияние баронов-разбойников и поддерживавших их местных политических боссов.

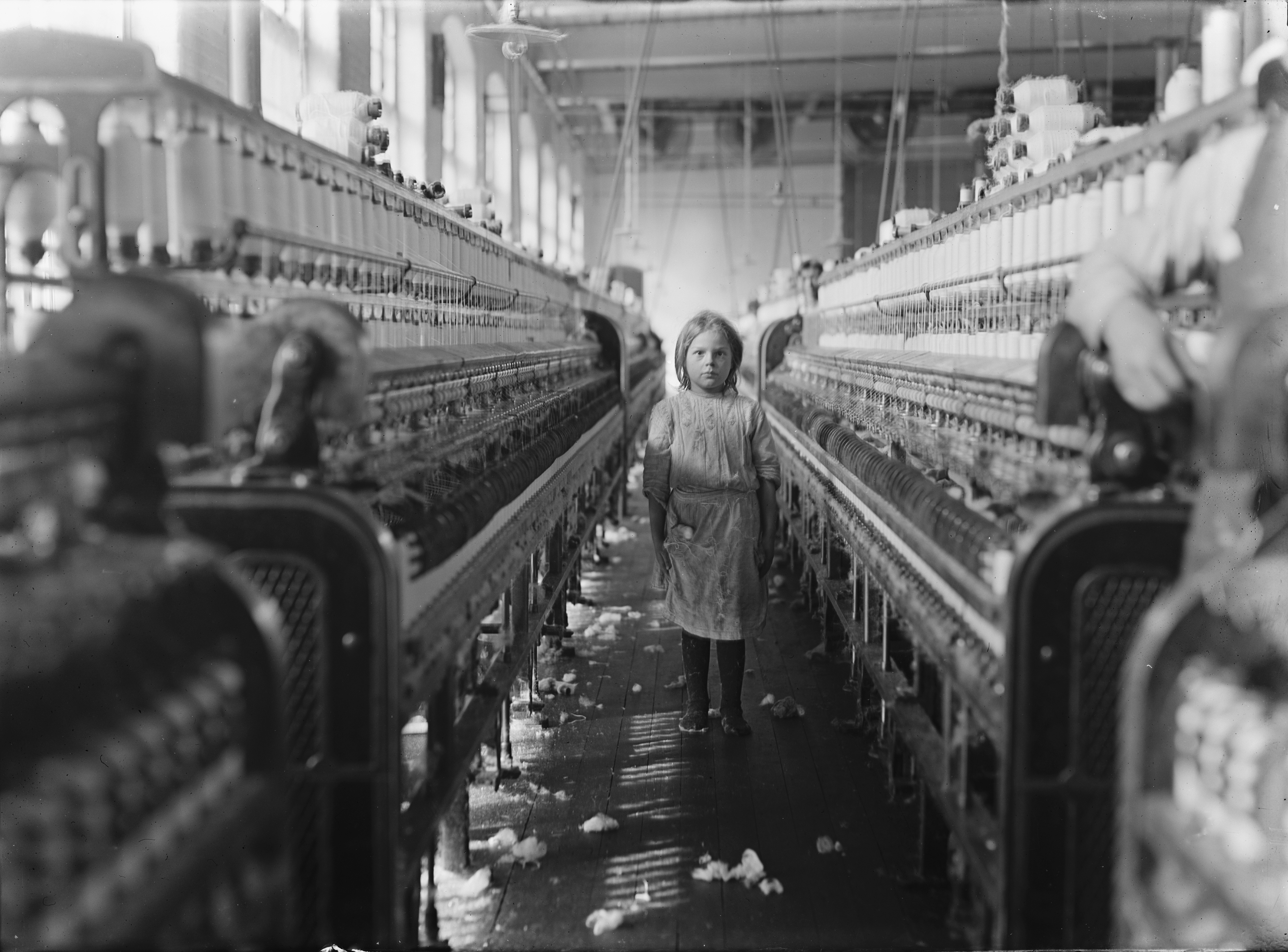
Ребенок-рабочий, Ньюберри, Южная Каролина, 1908 г.

Значительный вклад в развитие прогрессивизма в США сделала разоблачительная журналистика. Её основным читателем был средний класс, а мишенью — экономические привилегии, политическая коррупция и социальная несправедливость. В частности, атакам журналистов активно подвергались крупные компании, претендующие на монопольное положение на американском рынке, такие как Standard Oil. Известный журналист Линкольн Стеффенс разоблачал коррупцию в городском управлении. Другие журналисты проводили расследования действий отдельных сенаторов, железнодорожных и страховых компаний, подделок на рынке лекарств и т. д. Существенную роль в этом движении сыграли и видные американские писатели, например, Теодор Драйзер. Его романы Финансист (1912 г.) и Титан (1914 г.) в неприятном свете описывают типичных бизнесменов того времени. Эптон Синклер в романе «Джунгли» (1906 г.) описал заводы пищевой промышленности Чикаго, способствовав привлечению внимания общественности к проблеме безопасности пищевых продуктов. Под влиянием пропаганды популистов, социалистов и прогрессистов многие штаты вводили законы об условиях труда на фабриках и заводах. Реформаторы, такие как Джейн Аддамс, добивались также введения законодательных ограничений на детский труд и обязательного школьного образования для детей и подростков. К началу XX в. более половины штатов и почти все крупные города ввели восьмичасовой рабочий день на работах, производимых по заказу штата или муниципалитета. Закон также обязывал работодателей оплачивать лечение рабочих, получивших травмы на производстве, вводил налог на наследство, а позже — и федеральный подоходный налог в его современном виде.

### Президентство Рузвельта
Рузвельт объявил о политике «честного курса» (Square Deal), то есть в переговорах с представителями работников и работодателей с участием правительственных чиновников считал все стороны равными и не ставил работодателей в привилегированное положение. Он также инициировал принятие законов по ограничению монополизма в экономике и создание антимонопольного права. В основном эти законы затрагивали положение на железных дорогах. Во время своего второго президентского срока Рузвельт ещё более усилил контроль над национальными железными дорогами, создав специальную комиссию, регулирующую железнодорожные тарифы. Впоследствии этим занялось вновь созданное министерство торговли США.
Кроме того, Рузвельт принял ряд законодательных мер по охране окружающей среды. Уже в 1901 г. он направил в Конгресс послание с призывом принять специальную программу по охране, восстановлению и орошению обширных площадей прерий и лесов. Ещё его предшественники создали национальные парки на площади 188 000 km², но Рузвельт расширил их до 592 000 km², а также принял меры по предотвращению лесных пожаров, лесопосадкам там, где леса начали исчезать, и сохранению памятников природы, таких как «Девилс-Тауэр».

### Президентство Тафта
Рузвельт был чрезвычайно популярным президентом, но когда его второй срок подошёл к концу, он поддержал кандидатуру Уильяма Говарда Тафта. В 1908 г. демократы снова выдвинули кандидатуру Уильяма Брайана, который проиграл уже третьи выборы. Выиграл Тафт, в прошлом судья, первый американский губернатор Филиппин и администратор Панамского канала.
Тафт продолжал антимонопольную политику своего предшественника, учредил Почтовый банк для мелких вкладчиков, систему посылок почтой и способствовал принятию двух важных поправок к Конституции США, шестнадцатой и семнадцатой. Первая вводила федеральный подоходный налог, а вторая — прямые выборы в Сенат США взамен принятой ранее системы выборов законодательными собраниями штатов, которую критиковали популисты.
В то же время Тафт вопреки пропаганде прогрессистов поддерживал высокие протекционистские таможенные тарифы, препятствовал вступлению в США штата Аризона, который принял прогрессистскую конституцию, и покровительствовал консервативному крылу своей партии. В результате к 1910 г. республиканская партия раскололась и проиграла демократам выборы в Конгресс.

### Президентство Вильсона

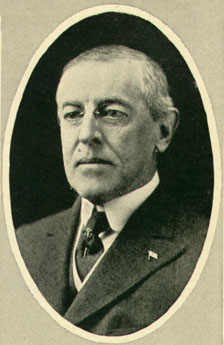
Вудро Вильсон

Раскол в рядах республиканцев и выделение сторонников Рузвельта в отдельную прогрессивную партию привело к поражению обеих на президентских выборах 1912 г. Победил кандидат от демократов Вудро Вильсон.
Первой заботой нового президента стала новая таможенная политика. Тарифы на импорт и экспорт сырья, продуктов питания, хлопка, шерсти, железа, стали и других товаров были понижены. В результате цены пошли вниз, что существенно повысило уровень жизни американских рабочих.
Затем президент Вильсон принял меры по реформированию банковской и валютной систем. Он стремился поставить деятельность банков под публичный контроль и из хозяев превратить их в инструмент бизнеса и частной инициативы. В 1913 г. был принят закон о Федеральной резервной системе. Он стал компромиссом между интересами банкиров и аграриев. Согласно новому закону банки под контролем правительства должны были создать общие резервные валютные фонды, что позволило им получить в своё распоряжение сравнительно большие запасы драгоценных металлов, обезопасило валютно-кредитные операции и сделало стабильнее всю американскую финансовую систему.
Продолжая политику своих предшественников по ограничению монополий, президент Вильсон провёл также ряд новых законов, запрещающих недобросовестную конкуренцию, дискриминацию отдельных групп покупателей на рынке, владение одной корпорацией групп предприятий сходного профиля и другие способы экономического диктата. На этом антимонопольная реформа американской экономики завершилась, и монополизм перестал быть насущной проблемой американской внутренней политики.
Другими законодательными актами был введён восьмичасовой рабочий день на железных дорогах, а также узаконены особые отношения между профсоюзами и демократической партией. Проведённые Вильсоном реформы создали ему репутацию одного из выдающихся либералов в истории Америки, которую впрочем вскоре затмил его имидж президента эпохи первой мировой войны, в которой он привёл свою страну к победе, но не сумел удержаться у власти после неё.

## Первая мировая война
С 1914 г. США придерживались политики нейтралитета в отношении войны, вспыхнувшей в Европе. Вместе с тем они продолжали поддерживать торговые отношения с Великобританией и её союзниками, в то время как торговля с Германией прекратилась в силу её морской блокады флотами Антанты. Общественное мнение разделилось. Одни поддерживали Великобританию и даже добровольно вступали в канадские и британские вооружённые силы. Другие, особенно американцы немецкого и ирландского происхождения, выступали против вмешательства Америки в войну в силу своих патриотических чувств или ненависти к Англии.
Лишь после того, как германские подводные лодки попытались блокировать британскую заморскую торговлю и пустили на дно трансатлантический пассажирский лайнер Лузитания и множество мелких судов, американцы стали требовать начала военных действий. Последней каплей для Америки стала публикация дипломатической переписки (телеграмма Циммермана) германского и мексиканского правительств, в которой Германия пыталась спровоцировать Мексику на нападение на США, чтобы вернуть бывшие мексиканские территории Аризоны, Нью-Мексико и Техаса. В апреле 1917 г. Конгресс проголосовал за объявление войны Германии. Часть американцев немецкого происхождения покинула страну и вернулась в Германию. Около 1 % из 480 тысяч иностранцев немецкого происхождения было заключено в тюрьмы по подозрению в шпионаже в пользу Германии. Тысячи иностранцев были вынуждены покупать облигации военных займов, чтобы продемонстрировать свою лояльность США. Известны также случаи линчевания этнических немцев. В общественном мнении господствовала фобия всего германского. Был принят ряд законов о шпионах и вражеской пропаганде, согласно которым объявлялись преступными всякие попытки выражения нелояльности, насмешек или оскорблений в адрес правительства, флага или вооружённых сил США.
В том же 1917 г. началось перевооружение армии, призыв и набор добровольцев. Под ружьё были поставлены четыре миллиона мужчин и тысячи женщин. Ввиду кризиса в транспортировке угля и других товаров по железным дорогам, занятым военными перевозками, как угольные шахты, так и железные дороги были национализированы. Из-за нехватки рабочих-мужчин, призванных на фронт, их место впервые в американской истории заняли женщины, в том числе афроамериканки. Миллионы женщин сотрудничали с американской организацией Красного Креста. Профсоюзы в целом приветствовали вступление США в мировую войну. Количество забастовок резко сократилось, в частности, из-за исчезновения безработицы и полной занятости. Американская федерация труда была противником антивоенной пропаганды и попыток саботажа на военном производстве, которые предпринимали организации социалистов и IWW.
Весной 1918 г. американские войска, прибывавшие во Францию, пополняли армии союзников по 10 тысяч бойцов в день, в то время как силы Германии были истощены. Они помогли отразить наступление немцев и сыграли важнейшую роль в Стодневном наступлении Антанты осенью 1918 г. В ноябре 1918 г. Германия подписала перемирие, которое завершило военные действия.
По Версальскому мирному договору Великобритания, Франция и Италия настояли на жёстких экономических санкциях против Германии. Сенат США, считая этот договор несправедливым, отказался его ратифицировать, и американцы заключили с Германией и её союзниками отдельные мирные договоры. Сенат и президент также не нашли согласия по вопросу о вступлении США в создаваемую после войны Лигу Наций.